# Cena Radka Nováka
Cena Radka Nováka je individuální ocenění za oddanost hokeji v 1. české hokejové lize. Toto ocenění se uděluje z iniciativy webu Hokej.cz od sezony 2019/2020. Název nese po bývalém českém útočníkovi, trenérovi a sportovnímu manažerovi Radku Novákovi, který zahynul 19. května 2020. Celou svou kariéru byl oddán prvoligovému celku SK Horácká Slavia Třebíč.
O držitele ceny rozhodují zástupci ze všech klubů 1. ligy.

## Držitelé
| Sezóna    | Hráč            | Tým                    |
| --------- | --------------- | ---------------------- |
| 2019/2020 | Jiří Průžek     | HC Benátky nad Jizerou |
| 2020/2021 | Jiří Říha       | HC Slavia Praha        |
| 2021/2022 | Daniel Přibyl   | HC Baník Sokolov       |
| 2022/2023 | Jan Novák       | HC Baník Sokolov       |
| 2023/2024 | Matěj Pinkas    | SC Marimex Kolín       |
| 2024/2025 | Dominik Hrníčko | HC Dynamo Pardubice B  |